# Camps de Ras al-Ayn
Els camps de Ras al-Ayn (també camps de Ras ul-Ain) eren camps d'extermini al desert, a prop de la ciutat siriana de Ras al-Ayn, on molts armenis van ser deportats i assassinats durant el genocidi armeni. El lloc va rebre el nom de «sinònim de sofriment armeni».

## Història
Ras al-Ayn va esdevenir una de les principals zones on eren deportats els armenis residents a la península d'Anatòlia, governada per l'Imperi Otomà. El setembre de 1915, els grups de refugiats arribaven després d'un exhaustiu viatge. L'abril de 1916 el cònsol alemany afirmava «una altra massacre a Ras ul Ain […] entre 300 i 500 deportats són transportats fora del camp de concentració cada dia i assassinats a una distància de 10 km de Ras Ul Ain».
L'estiu de 1916 es van produir més massacres, imposades pel govern turc a la zona de Deir al-Zor, Ar-Raqqà i Ras al-Ayn. Durant el 1916 més de 80.000 armenis van ser massacrats a Ras al-Ayn. Segons diversos informes, en només un dia van arribar als camps unes 400 dones completament nues on van ser robades per txetxens i gendarmes: «Tots els cossos, sense excepció, estaven completament nus i les ferides que se'ls havien infligit mostraven que les víctimes havien sigut assassinades després d'haver estat sotmeses a brutals tortures». No consideraven que hi hagués res dolent en el fet de robar i assassinar deportats, ja que el governador local havia ordenat massacrar als armenis deportats. Daurri (Diirri) Bey, fill del turc Defterdar Djemal Bey d'Alep, era l'alt oficial executor dels armenis a Ras-el-Ain. «Aquest inútil, després de robar-los les seves joies va triar les noies més joves de bones families i les hi va quedar per a un harem.
| «                                                                                            | Mentre marxàvem, els soldats turcs, amb les espases desembeinades, es van obrir pas de sobte entre la multitud i, com a bèsties deixades anar en un ramat d'ovelles, van matar i van ferir a molts. La resta va continuar arrossegant-se sota la influència de les espases ensangonades fins a Ras-ul-Ain. Desert va ser aconseguit. Aquest lloc era especialment notori pel transport de les seves carnisseries, perquè tots els que eren enviats a aquestes parts eren enviats allí a morir | » |
| — Un testimoni a, "Armenian Tells Of Death Pilgrimage", New York Times, 27 de juliol de 1919 | |   |

Diversos cops els camps de Ras ul-Ayn van ser completament aniquilats com a forma de perseguir les epidèmies de febre tifoide. Segons l'ambaixador dels Estats Units, Henry Morgenthau, tot el camí fins a Ras-ul-Ain l'existència dels desgraciats viatgers armenis «va ser un prolongat horror».

## Deportats cèlebres
- Aram Andonian, periodista, historiador i escriptor.
- Hovhannes Kımpetyan (1894-1915), poeta i educador, va morir durant la deportació a Ras ul-Ain a l'edat de 21.[12]

## En la cultura popular
Algunes escenes de la pel·lícula The Cut (2014) representen els camps.